# Сен-Мартен-д’Эр (кантон)
Сен-Мартен-д’Эр (фр. Saint-Martin-d'Hères) — кантон во Франции, департамент Изер, регион Рона — Альпы, округ Гренобль. INSEE код кантона — 3822. Граничит с кантонами Мелан (3816), Уазан-Романш (3819), Эшироль (3805) и Греноблем. Кантон был создан в 2015 году объединением трёх коммун из древнего кантона Эбанс и одной из Сент-Имье.

## Население
Согласно переписи 2012 года (считается население коммун, которые в 2015 году были включены в кантон) население Сен-Мартен-д’Эр составляло 47 142 человека. Из них 25,1 % были младше 20 лет, 13,1 % — старше 65. 33,7 % имеет высшее образование. Безработица — 12,8 %.

## Коммуны кантона
В кантон входят 4 коммуны, из них главной коммуной является Сен-Мартен-д’Эр.
| Коммуна         | Название по-французски | Население, чел. (2012) | Площадь | Код INSEE |
| --------------- | ---------------------- | ---------------------- | ------- | --------- |
| Жьер            | Giиres                 | 6200                   | 6,93    | 38179     |
| Пуаза           | Poisat                 | 2105                   | 2,56    | 38309     |
| Сен-Мартен-д’Эр | Saint-Martin-d’Hиres   | 38105                  | 9,26    | 38421     |
| Венон           | Venon                  | 732                    | 4,34    | 38533     |

## Политика
Согласно закону от 17 мая 2013 года избиратели каждого кантона в ходе выборов выбирают двух членов генерального совета департамента разного пола. Они избираются на 6 лет большинством голосов по результату двух туров выборов.
В первом туре кантональных выборов 22 марта 2015 года в Сен-Мартен-д’Эр баллотировались 5 пар кандидатов (явка составила 45,09 %). Во втором туре 29 марта, Франсуаз Гербьер и Давид Керос были избраны с поддержкой 68,58 % на 2015—2021 годы. Явка на выборы составила 46,76 %.
| Мандат | Мандат | Кандидаты                             |                | Партия             | Первый тур | Первый тур     | Второй тур | Второй тур |
| Мандат | Мандат | Кандидаты                             | Кол-во голосов | Партия             | % голосов  | Кол-во голосов | % голосов  |            |
| ------ | ------ | ------------------------------------- | -------------- | ------------------ | ---------- | -------------- | ---------- | ---------- |
| 2015   | 2021   | Франсуаз Гербьер и Давид Керос        |                | союз левых         | 3761       | 35,25          | 7236       | 68,58      |
| 2015   | 2021   | Веатрикс Болвен и Патрис Колломб-Мюре |                | Национальный фронт | 2485       | 23,29          | 3315       | 31,42      |
| 2015   | 2021   | Эвелин Боннэр и Филипп Серр           |                | беспартийные левые | 1989       | 18,64          | -          | -          |
| 2015   | 2021   | Моамед Гафси и Асра Васфи             |                | союз правых        | 1769       | 16,58          | -          | -          |
| 2015   | 2021   | Катрин Бушета и Абделазиз Гесми       |                | беспартийные левые | 666        | 6,24           | -          | -          |